# 璜山镇
璜山镇，是中国浙江省绍兴市诸暨市下辖的一个镇。

## 行政区划
下辖以下地区：
读山村、五灶村、溪北村、姚王村、寺下村、黄家店村、齐村、开三村、和平村、大门村、桥下村、鼎新村、璜山村、东庑村、居凤村、双凤山村、徐家坞村、桐巢村、刀鞘坞村和龙泉村。